# Elatere
Die Elateren sind schraubenförmige Zellen in den Sporenkapseln von Lebermoosen, die die Sporenausbreitung fördern. Sie treten nur bei den Lebermoosen auf, Hornmoose besitzen sogenannte Pseudoelateren. Die Laubmoose (Bryophytina) besitzen keine Elateren.

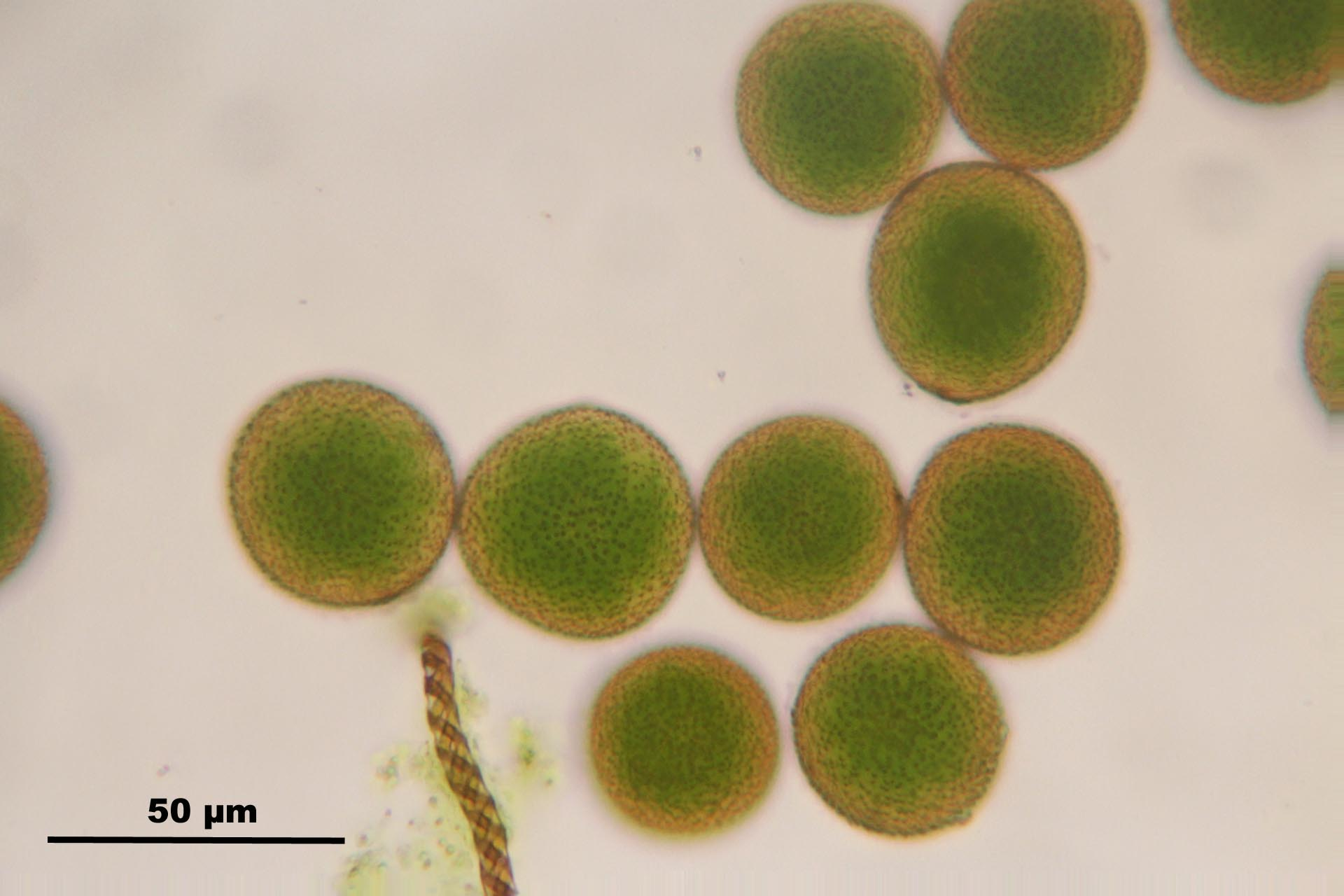
Sporen und Elatere von Radula complanata

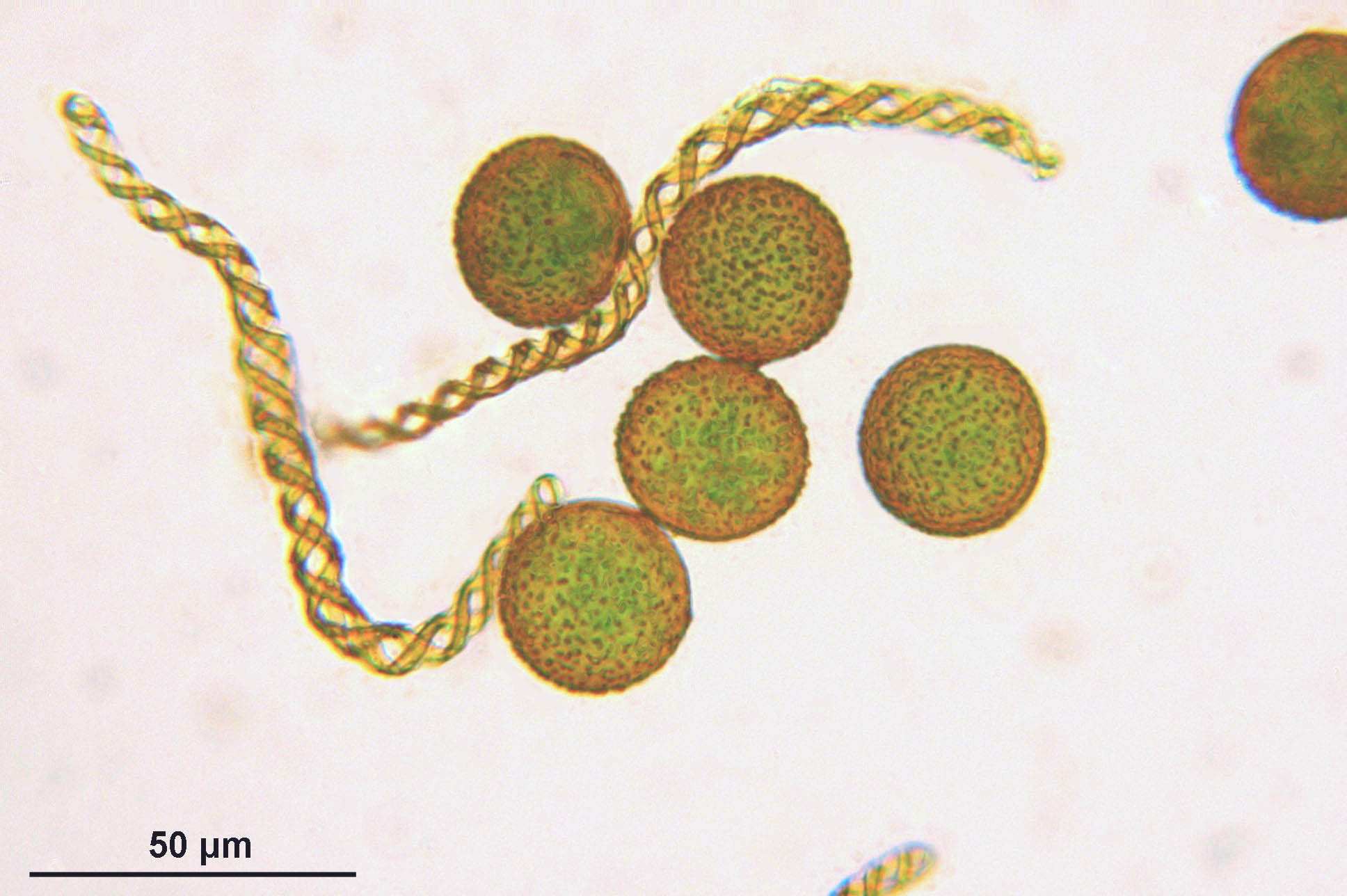
Sporen und Elateren von Ptilidium pulcherrimum

Die Elateren entstehen aus dem diploiden Archespor im Inneren einer Sporenkapsel. Eine Archesporzelle teilt sich durch Längsteilung in eine Sporenmutterzelle und eine Elaterenmutterzelle. Sporenmutterzellen teilen sich noch mehrmals mitotisch, bevor sie durch Meiose die haploiden Sporen bilden. So entstehen immer mehr Sporen als Elateren. Die Elateren dienen zunächst der Ernährung der Sporenmutterzellen. Später werden in der Wand der Elateren Verdickungen gebildet, meist zwei, seltener drei schraubenförmige Streifen. Die Verdickungen drehen sich bei Austrocknung spiralig zusammen. Überschreitet die dabei auftretende Spannung die Kohäsionskraft des Wassers im Zellinneren, schnellt die Spirale auseinander. Dabei werden die Sporen drei bis vier Zentimeter weit ausgeschleudert. Dieser Mechanismus setzt trockenes Wetter voraus.
Die Entspiralisierung erfolgt meist, wenn sich die Sporenkapsel öffnet.